# Arawa Kimura
Arawa Kimura (jap. 木村 現 Kimura Arawa; ur. 8 lipca 1931, zm. 21 lutego 2007) – japoński piłkarz, reprezentant kraju.

## Kariera klubowa
Jako piłkarz grał w klubie Kwangaku Club.

## Kariera reprezentacyjna
W reprezentacji Japonii zadebiutował 7 marca 1954 w meczu przeciwko reprezentacji Korei Południowej. W reprezentacji Japonii występował w latach 1954–1955. W sumie w reprezentacji wystąpił w 6 spotkaniach.

## Statystyki
| Reprezentacja Japonii | Reprezentacja Japonii | Reprezentacja Japonii |
| Rok                   | Mecze                 | Gole                  |
| --------------------- | --------------------- | --------------------- |
| 1954                  | 2                     | 0                     |
| 1955                  | 4                     | 1                     |
| Razem                 | 6                     | 1                     |